# گرگ در قفسه لباس
گرگ در قفسهٔ لباس کتابی از نیره تقوی با تصویرگری خودش است که در سال ۱۳۹۰ از سوی نشر کتاب خروس منتشر و در سال ۲۰۱۳ در فهرست کلاغ سفید قرار گرفت.